# 隼級飛彈快艇
隼级导弹快艇（はやぶさ型ミサイル艇）是日本海上自衛隊旗下的一型导弹快艇，在2002-2004年间共建造6艘。

## 研制背景
在日本自卫队“1986年至1985年中期防御能力发展计划”中，开始研制导弹快艇（PG），计划建造18艘，用以取代常规的魚雷艇（PT）。1993-1995年间，首批次1号型导弹快艇共3艘建成入役。
在该型导弹快艇服役后，发现其在海浪中船体强度和适航性不足，特别是在冬季的日本海中难以行动。由于吨位较小（满载排水量60吨），其续航力不足，需要依赖近岸的后勤补给。此外，其采用水翼船的设计，难以在中速时行动。由于这些问题，该型导弹快艇在建成3艘后便停产。
这个时期，日本制定了“关于1996年及以后的国防计划”并在1995年底获得内阁批准，将导弹快艇的数量减半至9艘。在此基础上，根据前型1号型的总结经验，开始设计建造“隼级”导弹快艇。

## 设计
为了提高适航性和自持力，其船体从前型的50吨提高到了200吨。受能登半島沿海不明船事件的影响，其设计指标要求将航速从40节提高到44节，为此将原先计划的2台发动机增加到3台。由于3台发动机难以在雙體船上配置，该导弹快艇最终采用了单体船的设计方案。其采用3台奇異國際LM500燃氣渦輪發動機，平行排列，每台发动机都连接到一具噴水推進器。
设计时，重点考虑了减轻船体重量和降低重心，船体结构采用耐腐蚀铝合金。舰桥为双层式结构，主体部分装有阻燃复合材料制成的防弹板。在设计时也考虑了隐身性能，上层建筑使用倾斜设计以降低雷达散射截面，桅杆和主炮也采用了隐身化设计。
在装备方面，其携带两组90式双联装反舰导弹发射器。其配备一门奧托梅萊拉76公釐艦炮，与前型仅配备20mm机炮相比，射程更远，可以更有效地应对小型武装舰艇。舰炮防护罩采用隐身化设计。受能登半島沿海不明船事件的影响，在舰桥甲板两侧各设置了一座白朗寧M2重機槍支架。此外还配备了红外夜视仪和用于登船检查的复合橡皮艇。
其配备有OYQ-8B战斗系统和Link 11战术数据链，可以将数据传输至自卫队更高层级的作战系统，为其他舰艇和飞机提供数据支持。

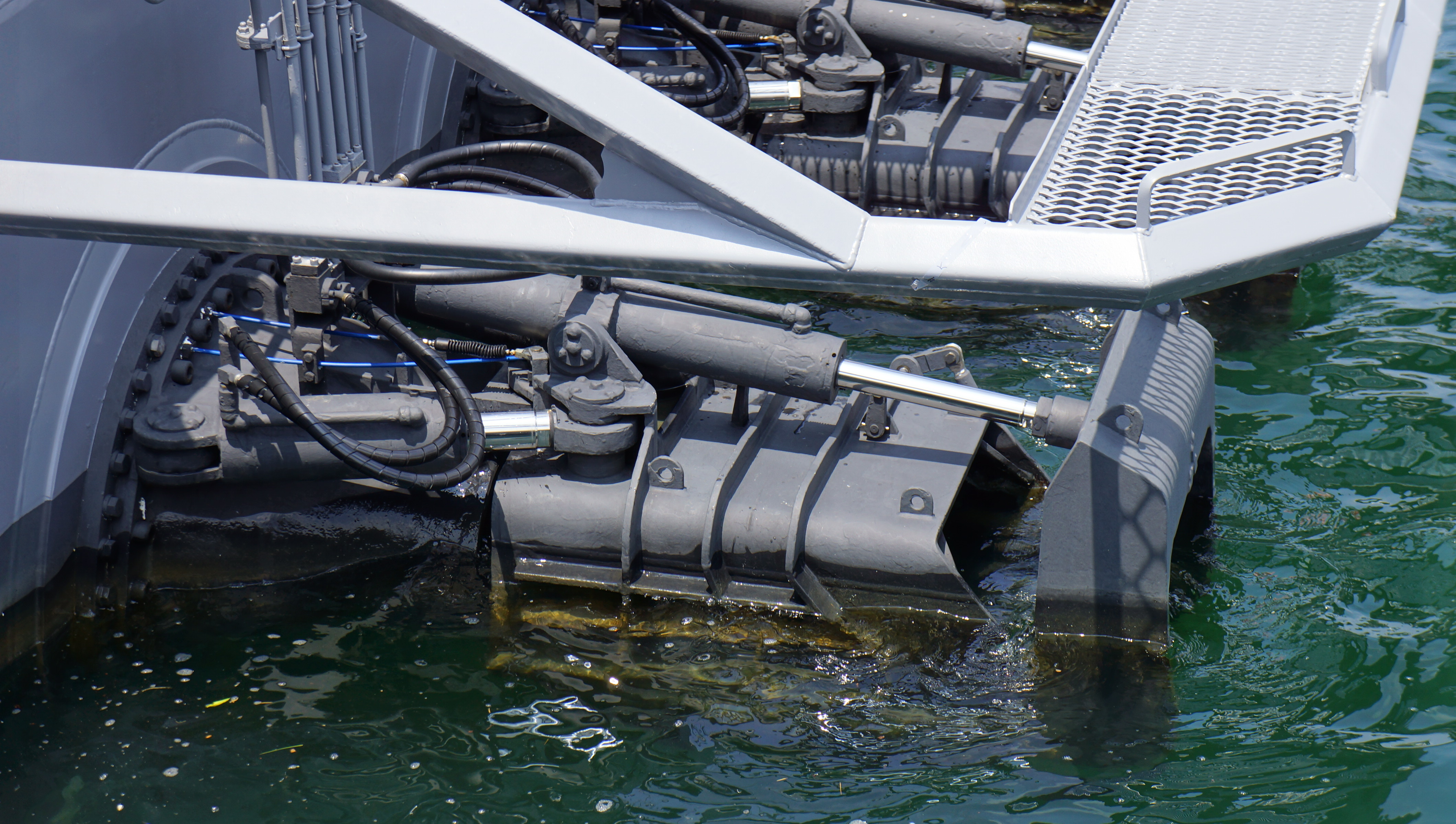
噴水推進器
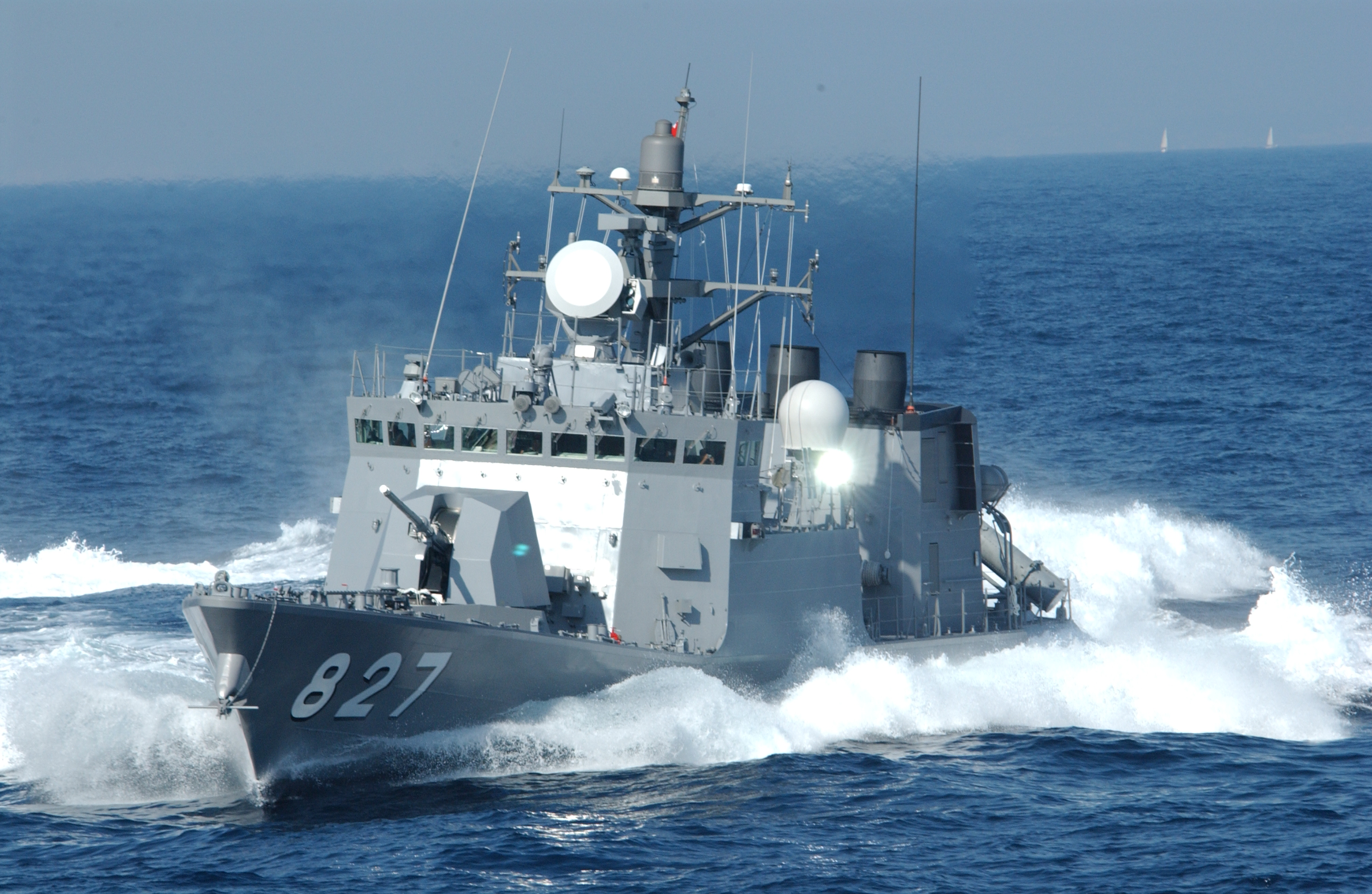
高速航行状态
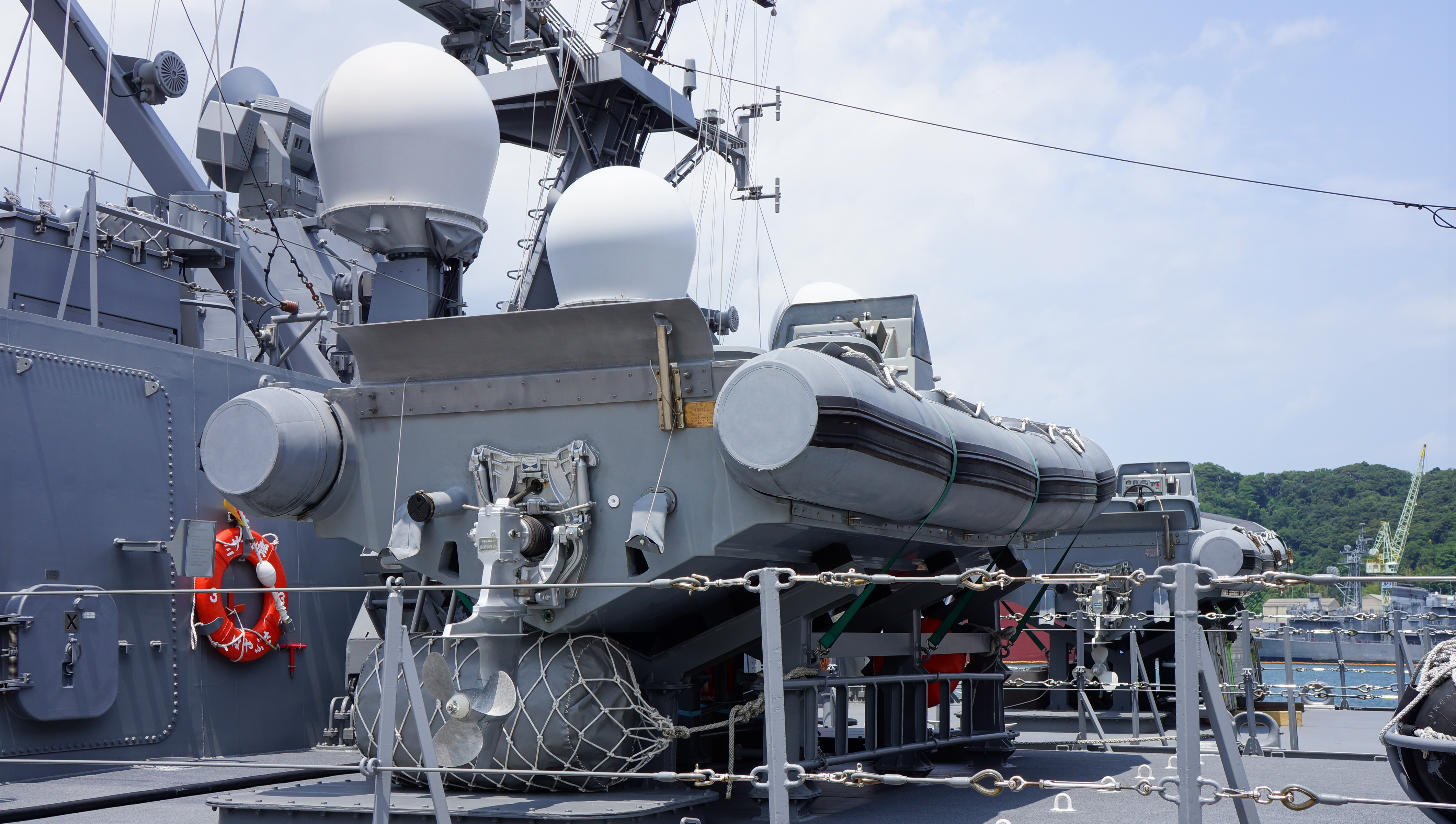
携带的复合橡皮艇

## 同级舰
| 编号   | 舰名 | 建造                  | 起工          | 下水          | 服役           | 所属                                    |
| ------ | ---- | --------------------- | ------------- | ------------- | -------------- | --------------------------------------- |
| PG-824 | 隼鹰 | 三菱重工業 下关造船厂 | 2000年11月9日 | 2001年6月13日 | 2002年 3月25日 | 舞鶴地方隊 舞鶴警備隊 第2导弹快艇隊     |
| PG-825 | 若鹰 | 三菱重工業 下关造船厂 | 2000年11月9日 | 2001年9月13日 | 2002年 3月25日 | 大湊地方隊 余市防備隊 第1导弹快艇隊     |
| PG-826 | 大鹰 | 三菱重工業 下关造船厂 | 2001年10月2日 | 2002年5月13日 | 2003年3月24日  | 佐世保地方隊 佐世保警備隊 第3导弹快艇隊 |
| PG-827 | 熊鹰 | 三菱重工業 下关造船厂 | 2001年10月2日 | 2002年8月2日  | 2003年3月24日  | 大湊地方隊 余市防備隊 第1导弹快艇隊     |
| PG-828 | 海鹰 | 三菱重工業 下关造船厂 | 2002年10月4日 | 2003年5月21日 | 2004年3月24日  | 舞鶴地方隊 舞鶴警備隊 第2导弹快艇隊     |
| PG-829 | 白鹰 | 三菱重工業 下关造船厂 | 2002年10月4日 | 2003年8月8日  | 2004年3月24日  | 佐世保地方隊 佐世保警備隊 第3导弹快艇隊 |

## 图片集

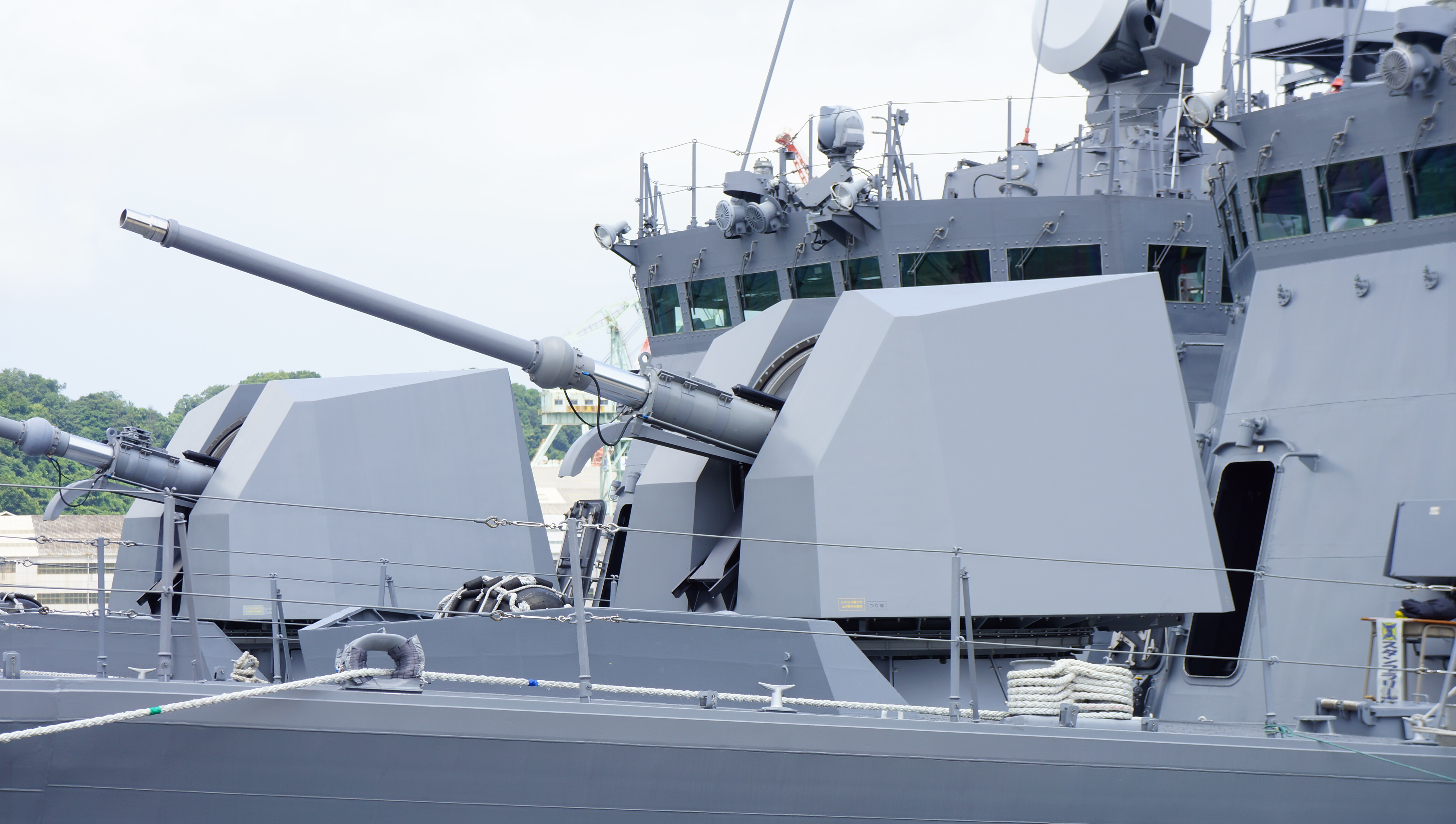
奧托梅萊拉76公釐艦炮
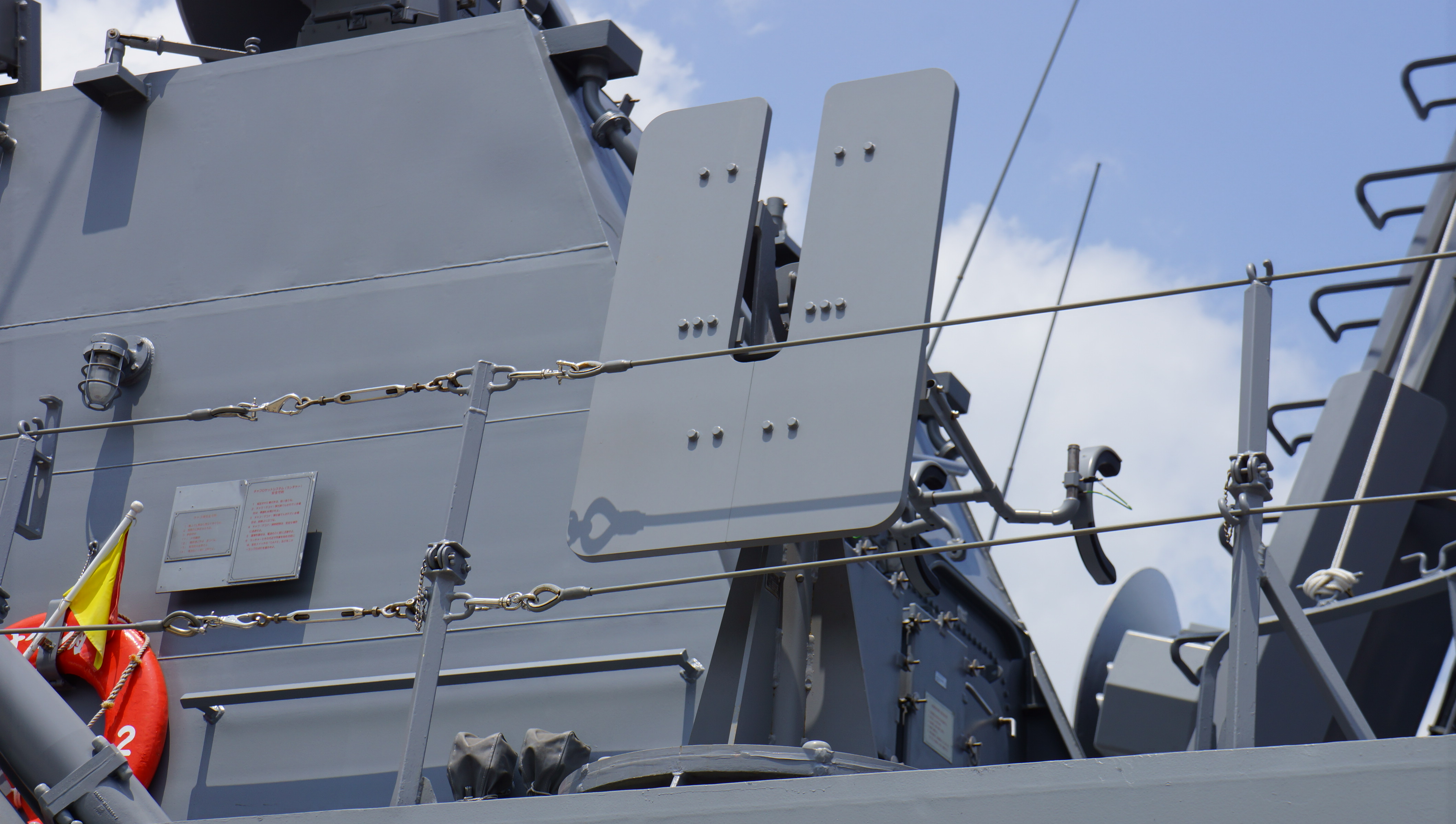
M2机枪支架
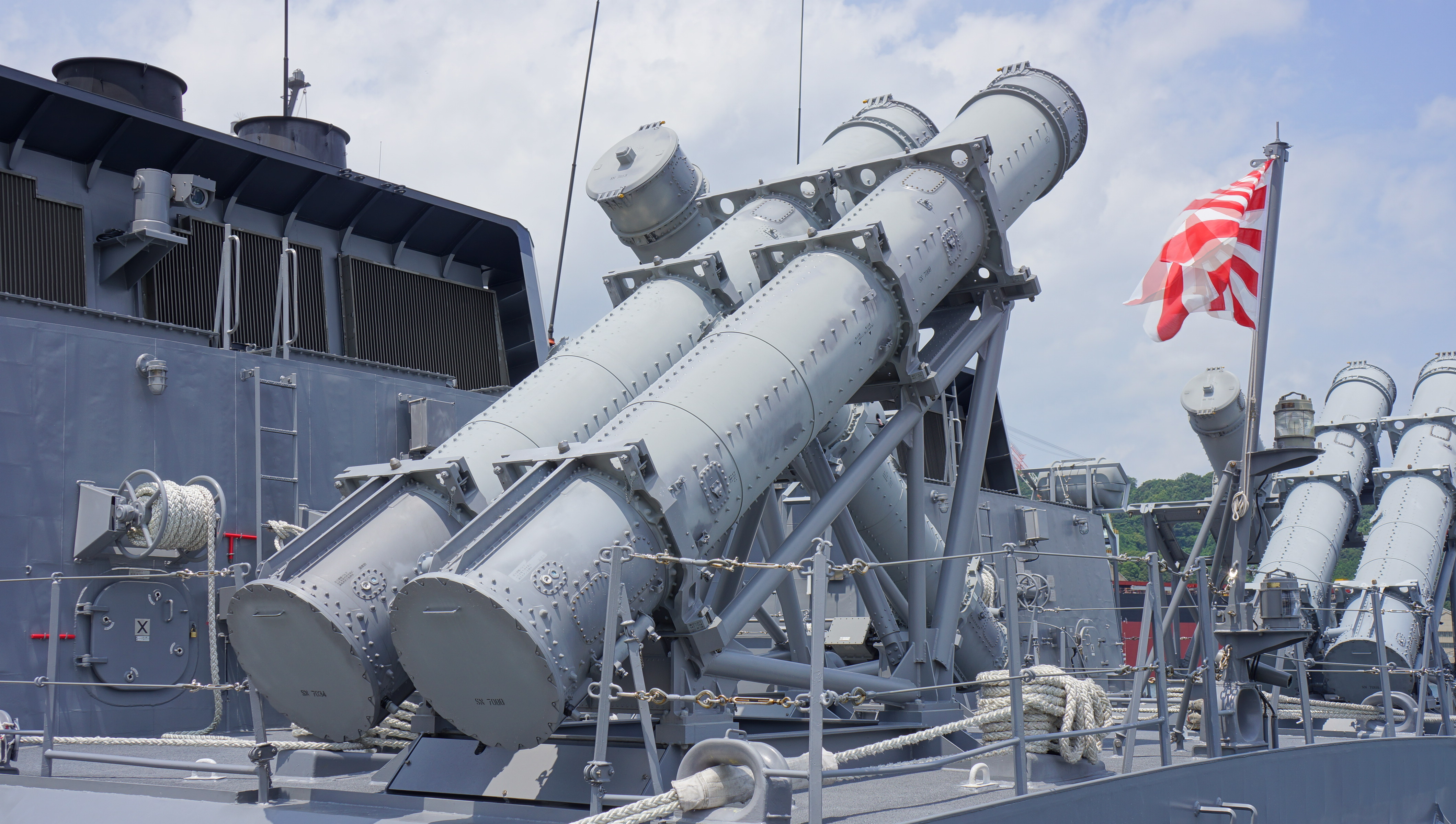
90式反艦飛彈
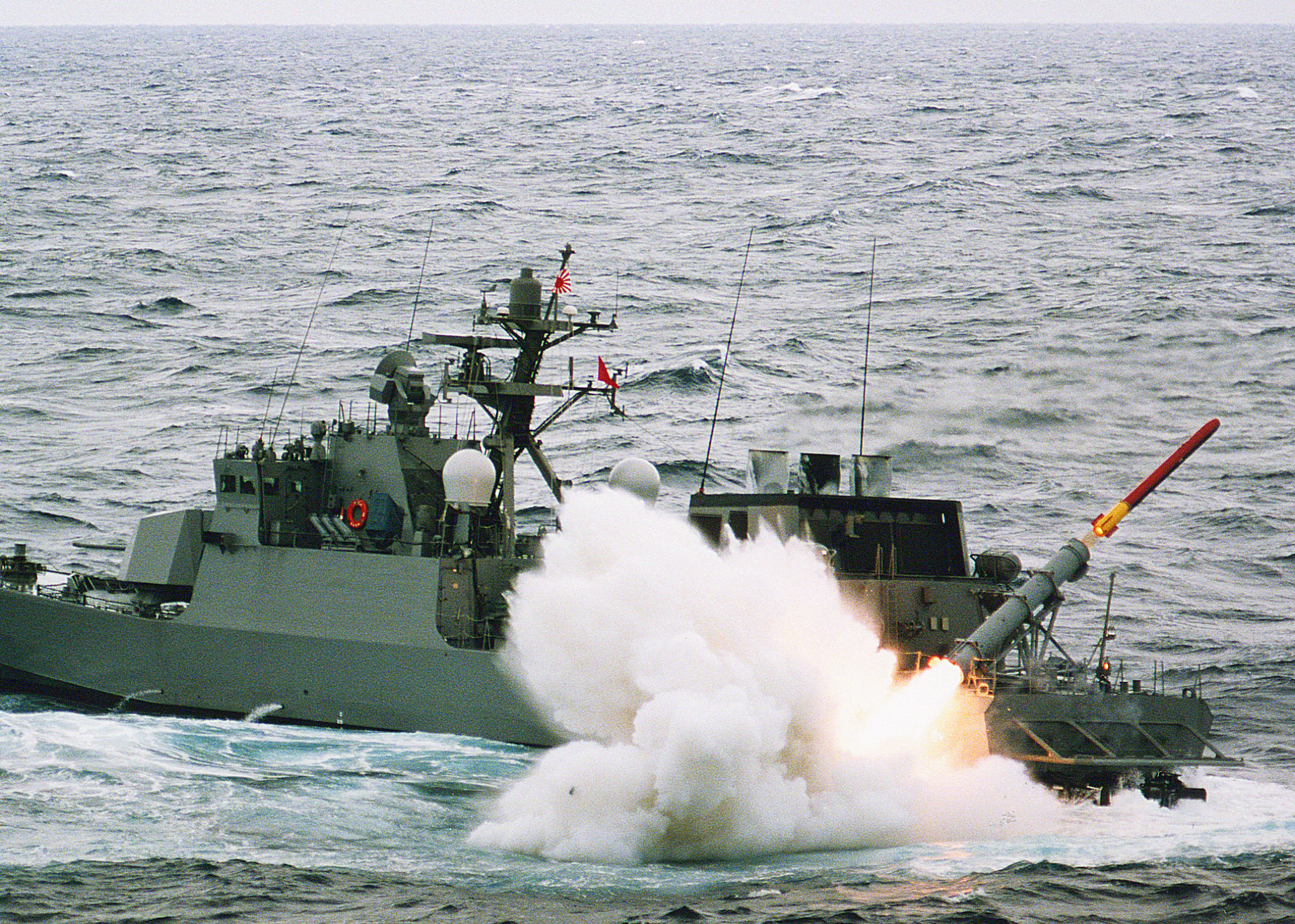
发射反舰导弹（模拟弹）
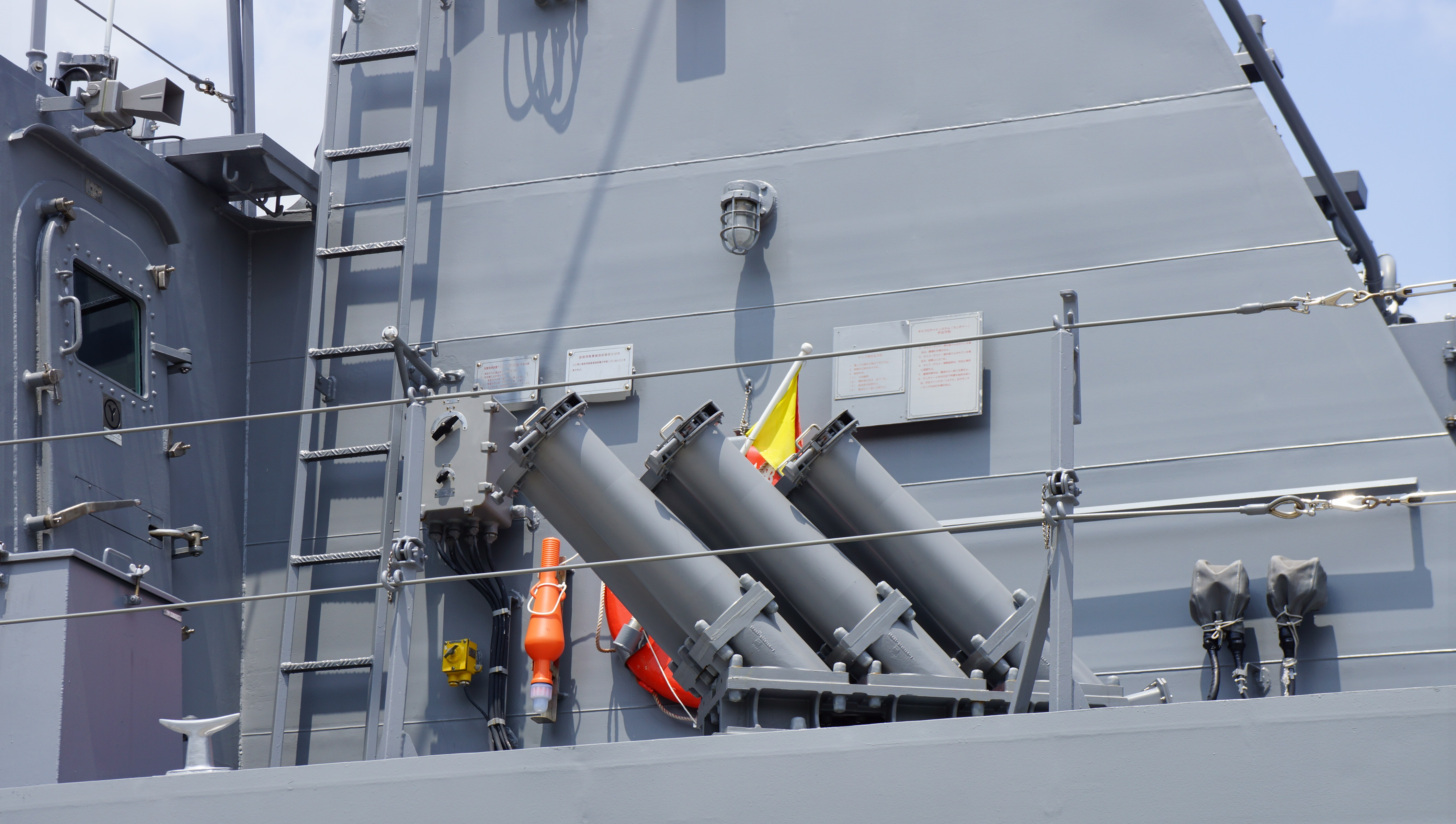
MK 137六管诱饵发射器
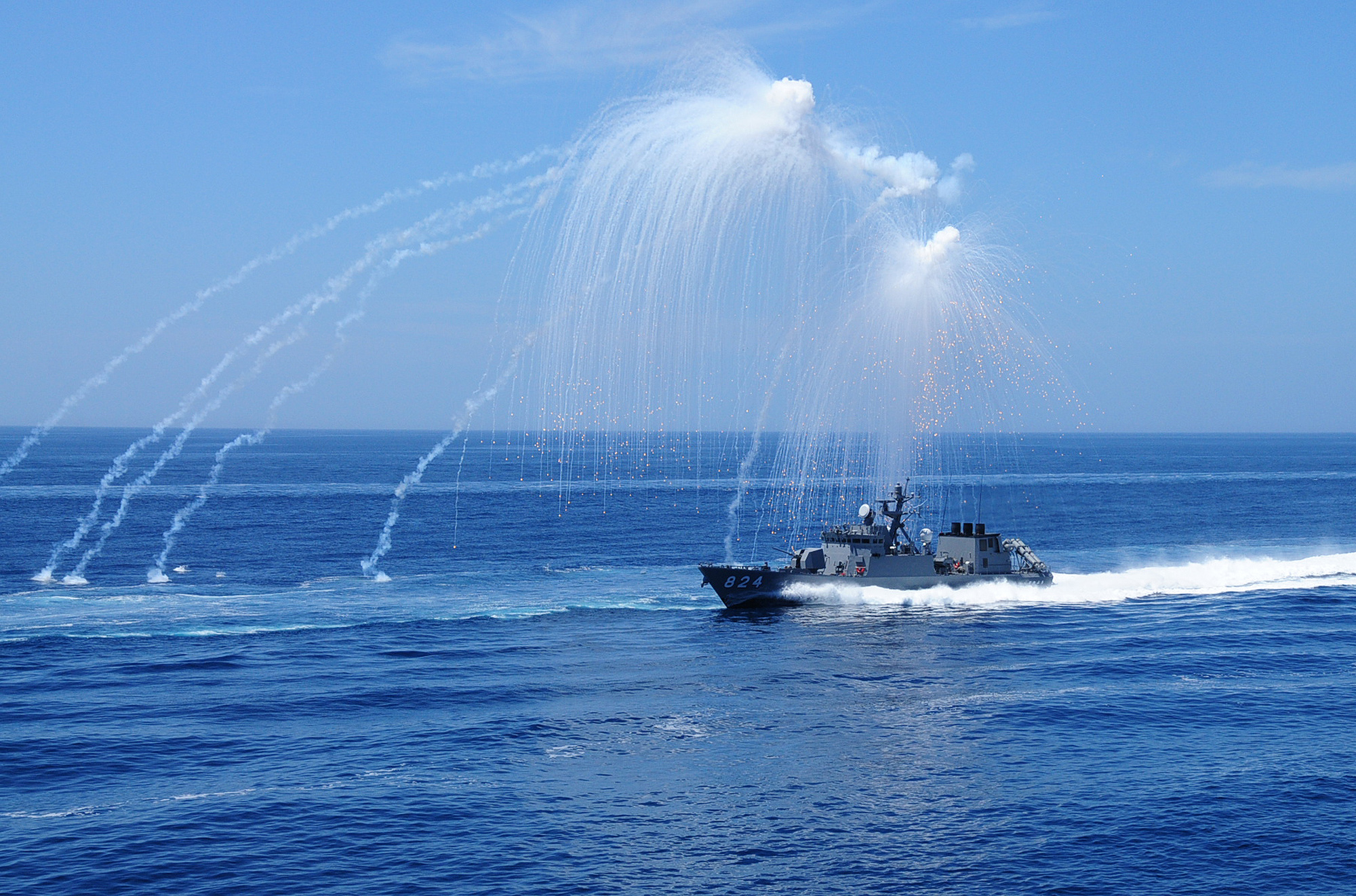
释放红外诱饵
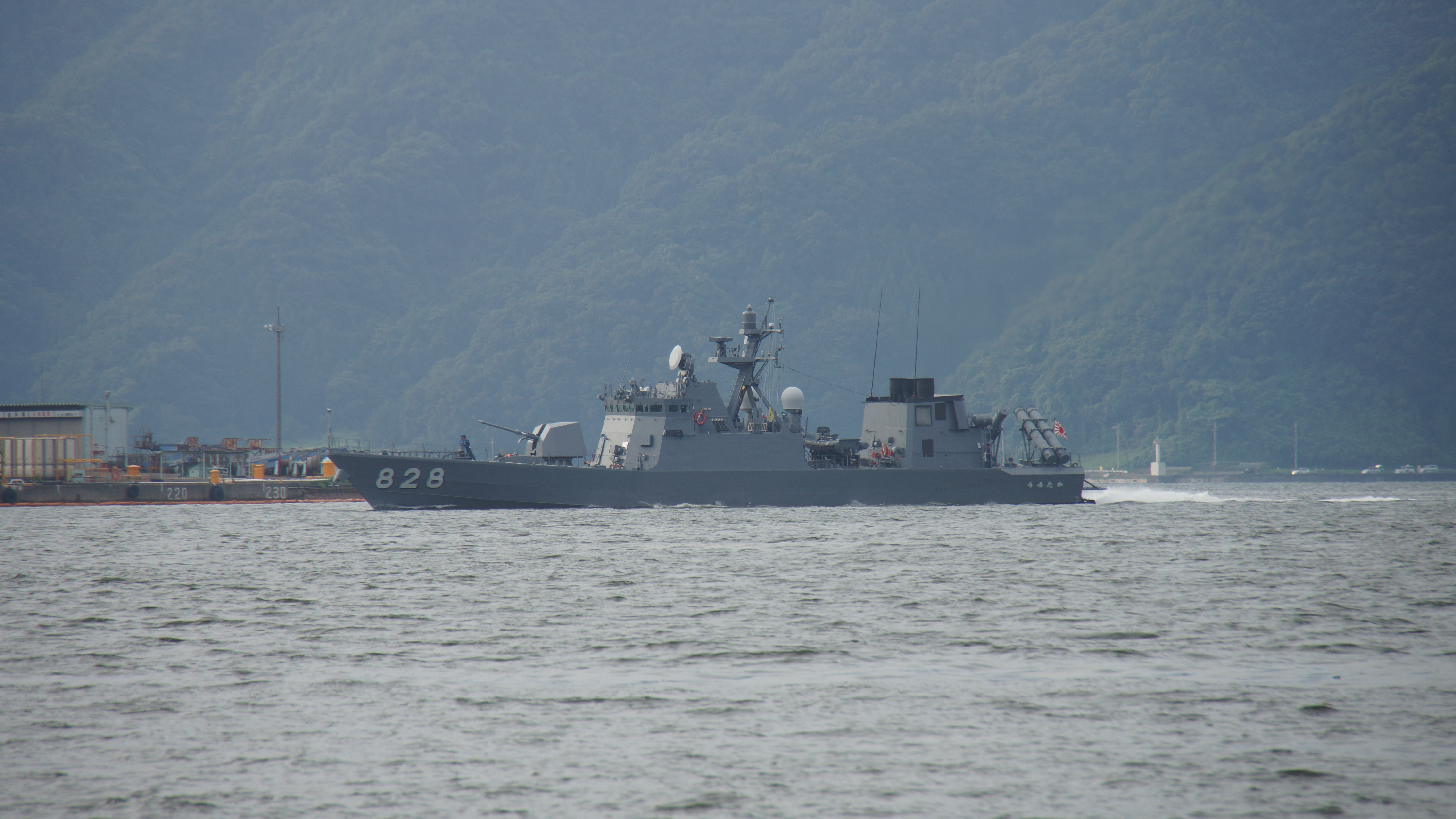
传统涂装
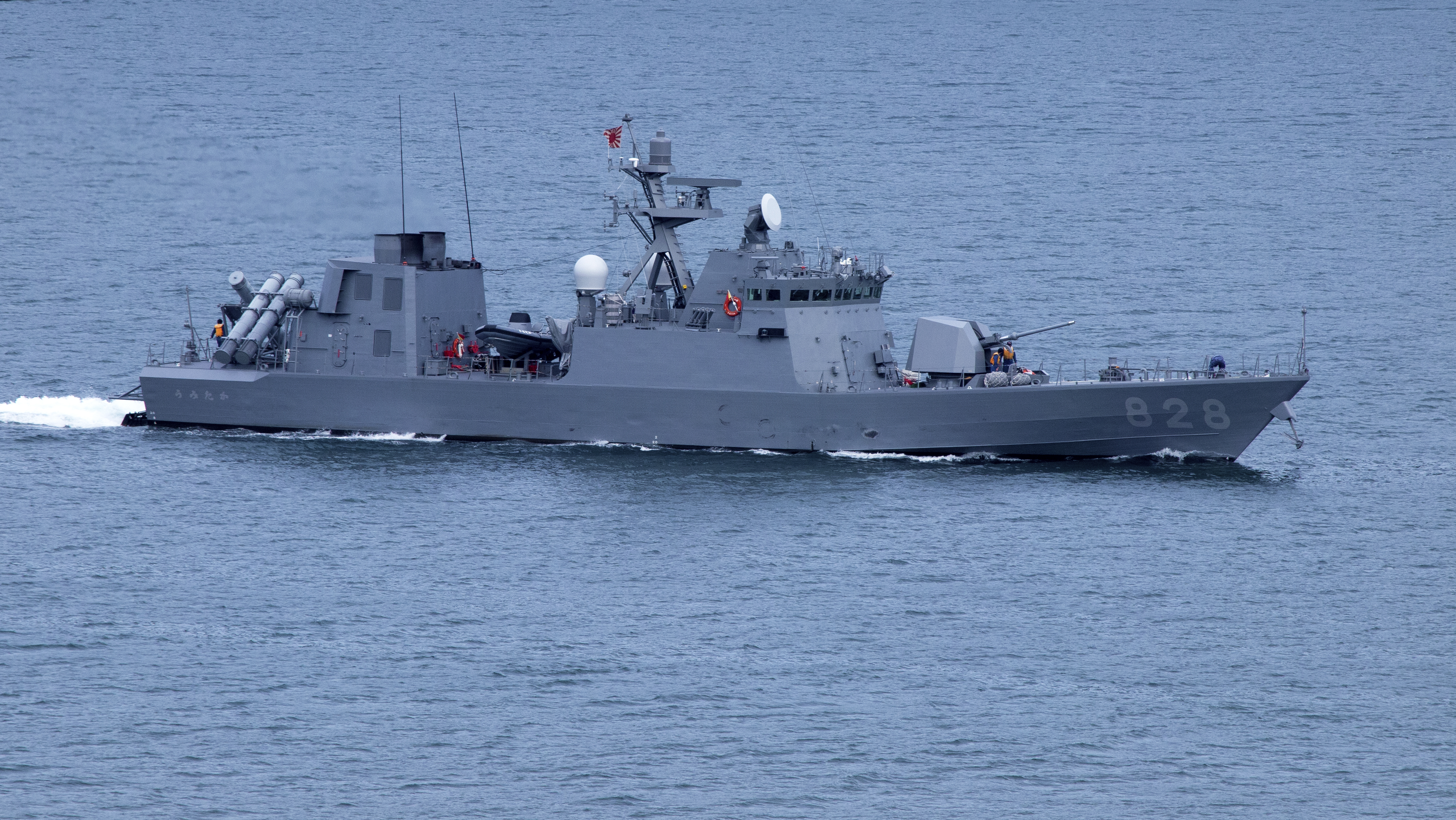
低能见度涂装（2020年起）